# Helmut Sies

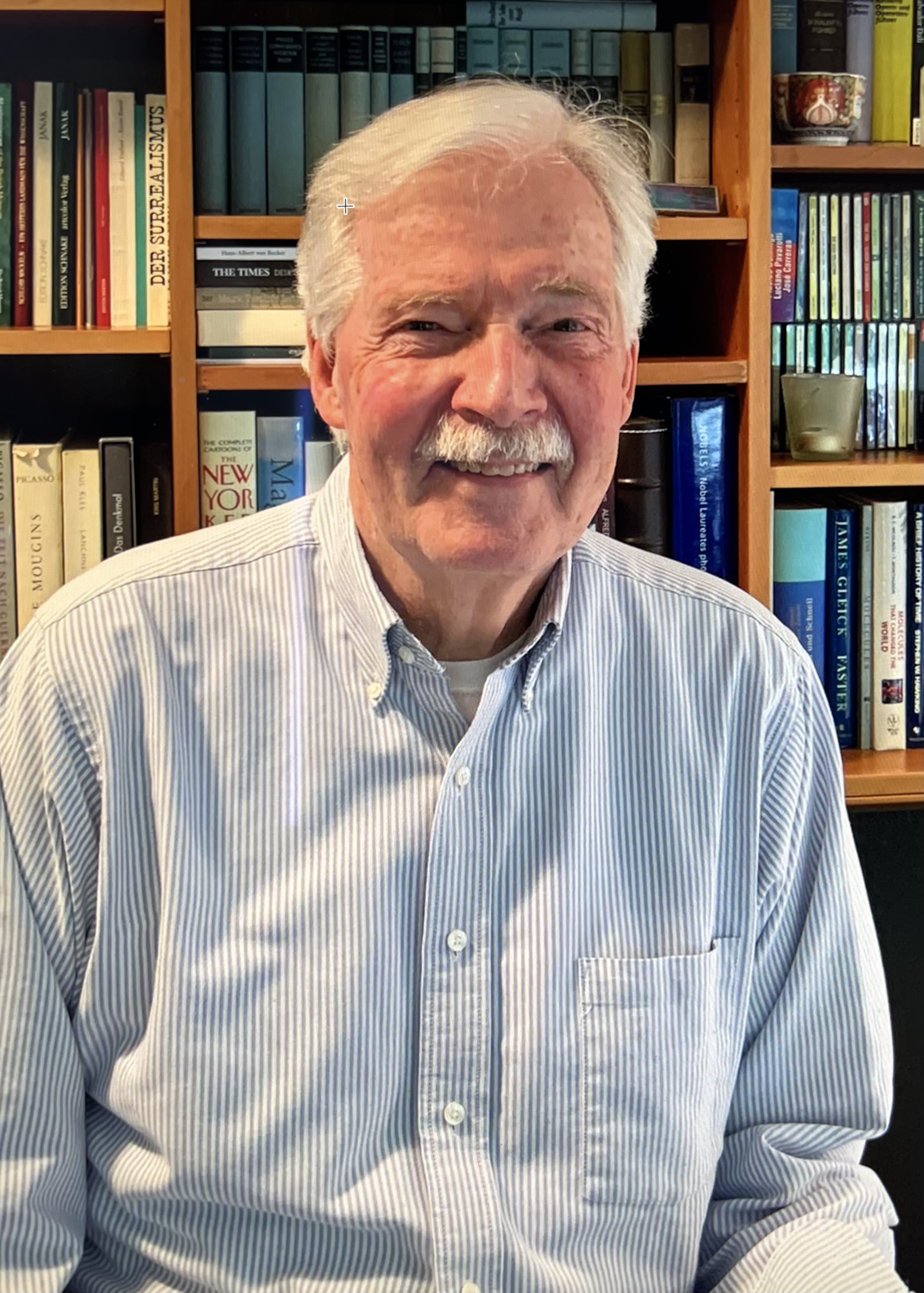
Helmut Sies, 2022

Helmut Sies (* 28. März 1942 in Goslar) ist ein deutscher Mediziner, Biochemiker und Hochschullehrer. Er demonstrierte 1970 die Existenz von Wasserstoffperoxid als normales Attribut des aeroben Lebens und begründete 1985 das Konzept des „Oxidativen Stress“. Er arbeitete auch an der Biochemie von Antioxidantien in der Ernährung (z. B. Selen, Carotinoide, Flavonoide, Polyphenole).

## Leben
Er studierte Medizin an der Eberhard-Karls-Universität Tübingen, der Ludwig-Maximilians-Universität München und in Paris. 1967 wurde er summa cum laude an der Universität München promoviert und war dort ab 1968 Assistent in der Fakultät für Physiologische Chemie. 1972 habilitierte er sich in München. 1974 wurde er dort wissenschaftlicher Rat und 1978 außerplanmäßiger Professor. Ab 1979 war er Professor an der Heinrich-Heine-Universität Düsseldorf. 2008 emeritierte er. Er war unter anderem Gastprofessor an der University of California, Berkeley, der University of Texas, am Heart Research Institute in Sydney, in Siena und der University of Southern California in Los Angeles. Seit 2008 ist er Professor für Biologie und Biochemie an der King Saud University in Riad.
Er befasste sich insbesondere mit biologischen Oxidationsvorgängen und führte im Jahr 1985 den Begriff "Oxidativer Stress" ein. Er arbeitete zu Antioxidantien, biochemischer Pharmakologie und Toxikologie, Biochemie von Nahrungsmitteln (z. B. Mikronährstoffe) sowie Biochemie von Leber und Haut. Insbesondere befasste er sich mit Nahrungsstoffen, die Schutz vor Krebs vermitteln. So fand er, dass Lycopen, das besonders häufig in Tomaten vorkommt, als Antioxidans und Radikalfänger wirkt. Er fand auch, dass Lycopin und andere Carotinoide sowie einige Flavonoide die Haut vor der UV-Strahlung der Sonne schützen. Er untersuchte auch künstliche Antioxidantien aus Kombination der Grundgerüste von Carotinoiden und Flavonoiden (Flavocarotenoide).
Er veröffentlichte über 500 wissenschaftliche Arbeiten (2011).

## Auszeichnungen und Mitgliedschaften
1988 erhielt er den Ernst Jung-Preis. 1996 wurde er Ehrendoktor der Universität von Buenos Aires. 1999 erhielt er die Werner Heisenberg Medaille der Alexander-von-Humboldt-Stiftung und 1986 die Silbermedaille des Karolinska-Instituts. Er ist seit 1991 Mitglied der Nordrhein-Westfälischen Akademie der Wissenschaften und der Künste, seit 2000 Mitglied der Leopoldina und Mitglied der Deutschen Akademie der Technikwissenschaften (Acatech). Der Heidelberger Akademie der Wissenschaften gehört er seit 1991 als korrespondierendes Mitglied an.